# Pillars of Eternity
Pillars of Eternity é um jogo de fantasia do gênero RPG, lançado em março de 2015 pela desenvolvedora Obsidian e publicada pela Paradox Interactive. Foi lançado para as plataformas Microsoft Windows, OS X, Linux, PlayStation 4, Xbox One e Nintendo Switch.
O jogo é bastante influenciado pelo universo de Dungeons & Dragons e segue o formato dos clássicos RPGs de computador (CRPGs) como Baldur's Gate, Icewind Dale, Planescape: Torment e do mais recente Divinity: Original Sin. Inicialmente chamado de "Project Eternity", Pillars of Eternity foi um sucesso do crowdfunding no Kickstarter e levantou quase 4 milhões de dólares.
É ambientado no universo de fantasia medieval chamado Eora onde o jogador se insere no papel de um aventureiro que recebe uma habilidade que o permite ter uma conexão especial com o mundo dos espíritos. A história se passa no continente de Dyrwood,  uma região florestada que está sofrendo efeitos de fenômenos sobrenaturais que está afetando as vidas de seus habitantes.
Foi lançada uma expansão intitulada Pillars of Eternity: The White March em duas partes, a primeira em agosto de 2015 a segunda em fevereiro de 2016.
Em maio de 2018 uma sequência foi lançada com o nome Pillars of Eternity II: Deadfire, que tem uma temática mesclada com piratas e expande a história do primeiro jogo.

## Jogabilidade
Pillars of Eternity possui uma perspectiva isométrica onde o jogador controla um grupo de até 6 personagens que podem ser recrutados ao desenrolar da história. O jogo tem um combate de tempo real com pausa, onde o combate pode ser pausado a qualquer momento e durante isso o jogador pode ordenar ações para os personagens de seu grupo, que serão executadas no momento em que o jogador mandar retomar o combate.
No começo do jogo, o jogador cria um personagem e customiza-o escolhendo atributos como: raça, gênero, classe, tipo de arma, histórico e também faz algumas escolhas com relação ao passado do personagem.
O jogo não recompensa o jogador com pontos de experiência ao matar monstros e inimigos, mas somente ao completar missões e explorar locais, o que faz com que abordagens stealth sejam tão viáveis e recompensadoras quanto abordagens mais agressivas.

## Desenvolvimento
O estúdio que desenvolveu o jogo estava com problemas financeiros após o cancelamento de alguns de seus projetos anteriores, por isso, a Obsidian Entertainment decidiu a abordagem de crowdfunding através do Kickstarter para seu próximo projeto, que na época tinha o nome de Project Eternity. O processo de desenvolvimento foi mostrado em um documentário lançado em 2015 com o título de "Road to Eternity".

## Recepção
Embora alguns argumentem que o jogo se apoia muito no sentimento de nostalgia dos clássicos RPGs de computador, Pillars of Eternity foi bem recebido pela comunidade gamer e obteve notas altas em sites de reviews, como Metacritic, PC Gamer e IGN.

### Vendas
Em outubro de 2015, a Obsidian e a Paradox confirmaram que mais de 500.000 cópias foram vendidas. E em fevereiro de 2016, o jogo havia vendido mais de 700.000 cópias.